# David Gilson
 (octobre 2018).
David Gilson, né en 1973, est un illustrateur, designer et auteur français, connu pour son travail pour le studio Walt Disney Animation France et sa série de bandes dessinées autobiographiques Bichon. Son travail englobe à la fois des collaborations avec des grandes entreprises, des éditeurs et des projets d'autoédition

## Biographie
David Gilson est né à Paris en 1973. Après un baccalauréat littéraire (série A3), il intègre le département de cinéma d’animation de l’école des Gobelins, où il étudie pendant deux ans. Cette formation lui ouvre les portes des studios d’animation, notamment Walt Disney Animation France, où il travaille de 1997 à 1999 comme intervalliste sur le personnage de Tarzan dans le long-métrage du même nom.
Après cette expérience, il participe à la création de personnages pour divers films et séries animées, notamment Bécassine et le Trésor viking (2001) et La Famille Passiflore (2004). En parallèle, il commence à collaborer avec des maisons d'édition sur des projets d’illustration de livres, renforçant ainsi sa présence dans l’univers graphique.
En 2013, il publie Bichon, son premier album de bande dessinée, initialement pré-publié dans le magazine Tchô ! Cette série autobiographique, à la fois tendre et humoristique, lui vaut le prix du meilleur premier album au festival Festi’BD de Moulins en 2014. Deux autres tomes suivent en 2015 et 2017.
Depuis 2013, David Gilson collabore avec des franchises internationales telles que Disney, Mattel, NBCUniversal et Hasbro, en contribuant au développement visuel et au design de personnages. Parmi ses réalisations notables figure sa participation au design des Palace Pets, une franchise dérivée des Princesses Disney.     
En parallèle de ses collaborations avec des grandes entreprises et éditeurs, David Gilson s'est lancé dans l'autoédition dès 2018. Il publie notamment Un Minet pour Matou, une série de livrets d'illustrations pour adultes.

## Publications

### Bandes dessinées
- La BD de l'avent, Le Lombard, scénario, illustration et couleur de planches au sein d'un album collectif, septembre 2024
- Bichon, Glénat, coll. « Tchô ! La collec » :

1. Magie d'amour, scénario, illustration et couleur, novembre 2013
2. Sea, Sweet and Sun..., scénario, illustration et couleur, octobre 2015
3. L'Année des secrets, scénario, illustration et couleur, novembre 2017

- La BD qui fait du bien, Glénat, scénario, illustration et couleur de planches au sein d'un album collectif, janvier 2018
- Rendez-vous, Tome 1, Akileos, scénario, illustration et couleur de planches au sein d'un album collectif, septembre 2008

### Livrets d'illustrations
- Un Minet pour Matou, autoédition, illustration et couleur
  1. Un Minet pour Matou 1, novembre 2020
  2. Un Minet pour Matou 2, juillet 2021
  3. Un Minet pour Matou 3, mai 2022
  4. Un Minet pour Matou 4, septembre 2023
  5. Un Minet pour Matou 5, juin 2024
- Charmants & Craquants, autoédition, illustration et couleur
  1. Charmants & Craquants 1, juillet 2019
  2. Charmants & Craquants 2, novembre 2024
- Crossover, autoédition, scénario, illustration et couleur, décembre 2022
- Inktober, autoédition, illustration et couleur dans le cadre du challenge Inktober :
  1. Inktober 1018, décembre 2018
  2. Inktober 1019, décembre 2019

### Livres
- Une histoire de magie par Chris Colfer, éditions Michel Lafon, illustrations des couvertures :

1. Une histoire de magie (tome 1), février 2020
2. Une histoire de sorcellerie (tome 2), février 2021
3. Une histoire d'alchimie (tome 3), février 2022

- Disney Chills, Hachette Romans, par Vera Strange, illustration de la couverture :

1. Le pacte de la sorcière (tome 1), octobre 2020
2. Méfie-toi des ombres (tome 2), octobre 2020
3. Le pouvoir du crochet (tome 3), mars 2021
4. Une tenue d'enfer (tome 4), septembre 2021
5. Course contre la mort (tome 5), septembre 2021

- Simon Thorn, par Aimee Carter, Michel Lafon, illustration de la couverture :

1. Simon Thorn et le sceptre du roi animal (tome 1), janvier 2018
2. Simon Thorn et le nid de serpents (tome 2), avril 2018
3. Simon Thorn et la fosse aux requins (tome 3), novembre 2018

- Étoile, par Marie-Claude Pietragalla, Michel Lafon, illustration de la couverture et des pages intérieures :

1. En piste ! (tome 1), janvier 2018
2. C'est la rentrée… (tome 2), mai 2018
3. Le Feu sacré (tome 3), octobre 2018
4. Pas de deux (tome 4), février 2019
5. L'Envol (tome 5), juin 2019
6. La Consécration (tome 6), octobre 2019

- Le Pays des Contes par Chris Colfer, éditions Michel Lafon, illustrations des couvertures :

1. Le Sortilège Perdu (tome 1)[9], octobre 2013
2. Le Retour de l'enchanteresse (tome 2)[10], 2014
3. L'Éveil du dragon (tome 3)[11], mai 2015
4. Au-delà des royaumes (tome 4), mai 2016
5. L'Odyssée Imaginaire (tome 5), juin 2017
6. La Collision des mondes (tome 6), mai 2018

- Dare to Scare, Golden Disney, coll. Golden First Chapters, illustration d'après le film d'animation Monstres Academy des studios Pixar Animation Studios, mai 2013
- I'm Gonna Wreck It!, Golden/Disney, coll. Golden First Chapters, illustration d'après le film d'animation Les Mondes de Ralph des studios Walt Disney Animation Studios, septembre 2012
- Merida's Wish, Golden/Disney, coll. Golden First Chapters, illustration d'après le film d'animation Rebelle des studios Pixar Animation Studios, mai 2012
- Rapunzel's Tale, Golden/Disney, coll. Golden First Chapters, illustration d'après le film d'animation Raiponce des studios Walt Disney Animation Studios, septembre 2010
- Tangled, LeapFrog Enterprises, illustration d'après le film d'animation Raiponce des studios Walt Disney Animation Studios, 2010
- Il était une fois... Brad Pitt[12], Dargaud, coll. Ptits people, illustrations, avril 2009

## Filmographie

### Longs-métrages d'animation
- Bécassine et le Trésor viking, Ellipse Animation, création[13] des personnages secondaires, 2001
- Tarzan, Walt Disney Animation France, intervaliste[14] sur le personnage de Tarzan, 1999

### Séries d'animation
- Lou !, adaptation des personnages, 2009
- Magic, adaptation des personnages, 2007
- Atout 5, création[15] des personnages, 2007
- La Famille Passiflore, design[16] des personnages, 2004
- Mission Odyssey, création[17] des personnages, 2002
- Achille Talon, Studio Saban, design de personnages secondaires, 1997

### Court métrage d'animation
- Le Chaperon rouge, bande-annonce du Festival international du film d'animation d'Annecy, réalisation, 1993[18]

## Produits dérivés
- Palace Pets, contribution au design, 2013[19]